# Pommereux
Pommereux ist eine französische Gemeinde mit 94 Einwohnern (Stand: 1. Januar 2022) im Département Seine-Maritime in der Region Normandie. Sie gehört zum Arrondissement Dieppe, zum Kanton Gournay-en-Bray und ist Teil des Kommunalverbands des Quatre Rivières.

## Geographie
Pommereux ist ein Bauerndorf im Tal der Eaulne im Naturraum Pays de Bray. Es liegt 56 Kilometer südöstlich von Dieppe.
Die Église Saint-Pierre-et-Saint-Paul in Pommereux ist eine Peter-und-Paul-Kirche.

### Nachbargemeinden
| Longmesnil  | Gaillefontaine |                           |
| La Bellière | Kompass        | Saint-Michel-d’Halescourt |
|             |                | Haussez                   |

## Bevölkerungsentwicklung
Die Bevölkerungsanzahl ist durch Volkszählungen seit 1793 bekannt. Die Einwohnerzahlen bis 2005 werden auf der Website der École des Hautes Études en Sciences Sociales veröffentlicht.
| Jahr | Bevölkerungsanzahl |
| ---- | ------------------ |
| 1962 | 142                |
| 1968 | 125                |
| 1975 | 102                |
| 1982 | 079                |
| 1990 | 081                |
| 1999 | 087                |
| 2006 | 103                |
| 2015 | 099                |

## Persönlichkeiten
- Jacques d’Estouteville (1448–1490), Adliger